# Chironomus vancouveri
Chironomus vancouveri is een muggensoort uit de familie van de dansmuggen (Chironomidae). De wetenschappelijke naam van de soort is voor het eerst geldig gepubliceerd in 1986 door Michailova and Fischer.